# 구글 토크
구글 토크(Google Talk, GTalk, 구글 챗/Google Chat)는 구글사가 제공하는 인스턴트 메시징과 VoIP를 위한 웹 기반의 윈도우용 무료 응용 프로그램이다. 이 프로그램의 첫 베타 버전은 2005년 8월 24일에 공개되었다. 2013년 5월 15일 구글+의 행아웃에 흡수되었다가 2019년 10월에 행아웃이 지원 종료되면서 행아웃에서 나왔다.
구글 토크 서버와 클라이언트 사이의 인스턴트 메시징은 오픈 프로토콜인 XMPP를 사용하며 이로써 다른 XMPP 클라이언트 사용자들이 구글 토크 서버와 통신할 수 있게 된다. 구글 토크의 VoIP는 징글 프로토콜을 사용한다. 그러나 구글 서버 네트워크에 쓰이는 기술은 공식적으로 알려진 바는 없다.
이 구글 토크 클라이언트는 기본적으로 마이크로소프트 윈도우에서만 사용할 수 있다. 블랙베리, 아이폰, T 모바일 G1 등의 모바일 클라이언트에서도 사용할 수 있다. 구글 토크 가젯 이 공개되면서 어도비 플래시 플레이어를 지원하는 모든 운영 체제의 사용자들도 구글 토크를 사용할 수 있게 되었다. 수많은 다른 XMPP 클라이언트도 구글 토크와 호환되며 다양한 운영 체제를 지원한다.

## 언어 지원
영어, 독일어, 프랑스어, 이탈리아어, 일본어, 한국어, 네덜란드어, 폴란드어, 포르투갈어, 러시아어, 터키어, 중국어, 스페인어를 지원한다. 모바일 환경에서는 한국어 지원도 돋보이는데, 이를테면 `말로 쓰는 구글 모바일 한국어 서비스`는 구글이 영어에 이어 두 번째로 선보이는 서비스다.

## 같이 보기
- 카카오톡
- 다음 마이피플